# دون كولمان (لاعب كرة قدم أمريكية)
دون كولمان (بالإنجليزية: Don Coleman)‏ هو لاعب كرة قدم أمريكية أمريكي، ولد في 11 يناير 1952 في توليدو في الولايات المتحدة.

## وصلات خارجية
- دون كولمان على موقع مرجع كرة القدم المحترفة.كوم (الإنجليزية)